# Västra Ingelstads landskommun
Västra Ingelstads landskommun var en tidigare kommun i dåvarande Malmöhus län.

## Administrativ historik
Kommunen bildades i Ingelstads socken i Oxie härad i Skåne när 1862 års kommunalförordningar trädde i kraft. Nament var före 17 april 1885 Ingelstads landskommun.
Vid kommunreformen 1952 uppgick kommunen i Månstorps landskommun som upplöstes 1974 då denna del uppgick i Vellinge kommun.